# كيمياء الأشرطة اللاصقة الحساسة للضغط
كيمياء الأشرطة اللاصقة الحساسة للضغط تصف العلوم الكيميائية المرتبطة بالأشرطة اللاصقة الحساسة للضغط. أصبحت الأشرطة الحساسة للضغط واللصيقات جزءًا مهمًا من الحياة اليومية. تعتمد على مادة لاصقة مثبتة على دعامة مثل ورق أو فيلم بلاستيكي. بسبب الصلابة الكامنة في المواد اللاصقة والطاقة السطحية المنخفضة، يمكن وضع هذه الأشرطة على مجموعة متنوعة من الركائز عند تطبيق ضغط خفيف عليها، بما في ذلك الورق والخشب والمعادن والسيراميك. يتطلب تصميم الأشرطة الموازنة بين الحاجة إلى عمر صلاحية طويل وقابلية التكيف مع مجموعة متنوعة من التأثيرات البيئية والبشرية، بما في ذلك درجة الحرارة، والتعرض للأشعة فوق البنفسجية، والتآكل الميكانيكي، وتلوث سطح الركيزة، وتحلل المادة اللاصقة.

## المكونات
يتكون الشريط اللاصق الحساس للضغط النموذجي من مادة لاصقة حساسة للضغط (الجزء اللاصق من الشريط) وغلاف لها. لمنع المادة اللاصقة من الالتصاق بالغلاف، يُطبق عامل مانع التصاق على الغلاف أو توضع بطانة مانعة للالتصاق على المادة اللاصقة.

### البنية
المواد اللاصقة الحساسة للضغط هي بوليمرات لزجة مرنة تُضبط انسيابيتها وفقًا لخصائص الارتباط وفك الارتباط المطلوبة. تشمل المواد النموذجية المستخدمة لصنع المادة اللاصقة ما يلي:
- أكريليت البوليمر[3]
- مطاط، إما المطاط الطبيعي أو المطاط الصناعي الملدن بالحرارة
- مطاط سيليكوني
- وغير ذلك

غالبًا ما تُمزج هذه المواد مع عامل التصاق لإنتاج لاصق دائم («قوة تماسك») في درجة حرارة الغرفة، وتكون مرنة (قابلة للتشوه) إلى حد ما، وتملك طاقة سطح منخفضة، ومقاومة للرطوبة. لتلبية هذه المتطلبات، تكون هذه المواد عادةً منخفضة الكثافة، ومنخفضة اللزوجة (η <10000 سنتي بواز)، وتوزع واسع للوزن الجزيئي كي تمتد المادة اللاصقة على السطح الخشن للركيزة بشكل مرن تحت درجات حرارة مختلفة.

## التطبيق
تتطلب الأشرطة اللاصقة الحساسة للضغط عادة ضغطًا خفيفًا لضمان الارتباط مع الركيزة. تسمح الحاجة إلى ضغط منخفض بالتطبيق السهل على الأسطح ببساطة عن طريق استخدام الأصابع أو اليدين لتوليد الضغط. يسمح الضغط المطبق للشريط بأن يكون على اتصال أفضل بالسطح ويزيد القوى الفيزيائية بين الاثنين. عادةً، يزيد ضغط التطبيق المتزايد من ارتباط المادة اللاصقة بالركيزة. غالبًا ما يُجرى اختبار الشريط اللاصق الحساس للضغط باستخدام أسطوانة بوزن 2 كغ لزيادة التجانس. تكون الأشرطة اللاصقة الحساسة للضغط قادرة على الحفاظ على درجة التصاقها في درجة حرارة الغرفة ولا تتطلب استخدام إضافات مثل الماء أو المذيبات أو الحرارة لممارسة قوى لاصقة قوية على الأسطح. يمكن تطبيق هذه الأشرطة على مجموعة متنوعة من الأسطح مثل الورق والبلاستيك والخشب والاسمنت والمعادن. تكون المواد اللاصقة متماسكة ومرنة، ما يسمح بالتلاعب بالأشرطة اللاصقة الحساسة للضغط يدويًا وإزالتها أيضًا من السطح دون ترك أي بقايا.

### العوامل البيئية
تكون معظم الأشرطة اللاصقة الحساسة للضغط مناسبة للاستخدام في درجات الحرارة المعتدلة التي تتراوح بين 59-95 درجة فهرنهايت. ضمن نطاق درجات الحرارة هذا، تحافظ المواد اللاصقة النموذجية على لزوجتها ومرونتها حيث يمكن تحقيق ترطيب مثالي للسطح. في درجات الحرارة المرتفعة للغاية، قد يكون الشريط قادرًا على التمدد أكثر. قد يسبب ذلك مشاكل بعد وضعه على السطح لأنه في حالة انخفاض درجة الحرارة، قد يواجه الشريط إجهادًا إضافيًا. قد يؤدي هذا إلى فقدان الشريط لجزء من منطقة التماس، أو تقليل قوة الالتصاق أو قوة التماسك. في درجات الحرارة المنخفضة، تصبح البوليمرات اللاصقة أكثر صلابة ما يقل من المرونة الإجمالية للشريط ويصبح كالزجاج. تزيد المرونة المنخفضة من صعوبة تماس المواد اللاصقة بالسطح وتقلل من قدرتها على الترطيب. يمكن صنع مادة لاصقة بحيث تحافظ على قدرتها اللاصقة في درجات حرارة أكثر برودة أو قد يكون من الضروري استخدام كمية أكبر من الغلاف اللاصق على الشريط. يمكن أيضًا تلدين دعامة اللاصق لتقليل درجة حرارة التحول الزجاجي والحفاظ على مرونته.

## فترة الصلاحية
تختبر المادة اللاصقة الحساسة للضغط مجموعة من الظروف طوال فترة صلاحيتها. تؤثر هذه الظروف على أحد الأجزاء التالية من الشريط: السطح أو الكتلة. السطح هو الجزء من الشريط الذي يتعرض لظروف بيئية طوال فترة صلاحيته. الكتلة هو كل شيء تحت سطح الشريط، أي التفاعلات التي تحدث بين الركيزة والجزء اللاصق من الشريط.

### ظروف التعرض السطحي
يختبر سطح الشريط ظروفًا مختلفة مفروضة عليه مثل درجات الحرارة المتفاوتة، ومستويات الرطوبة، ومستويات التعرض للأشعة فوق البنفسجية، والاهتراء الميكانيكي، أو حتى تحلل المادة اللاصقة المعرضة للسطح. رغم أن الكتلة ستواجه تآكلًا ميكانيكيًا وتحللًا لللاصق، لا تكون هذه التأثيرات واسعة الانتشار أو كبيرة ضمن الكتلة كما هي على السطح. ترجع استجابة الشريط لظروف مختلفة إلى حد كبير إلى تركيبة اللاصق والغلاف بالإضافة إلى الخصائص اللاصقة مثل درجة حرارة التحول الزجاجي والتفاعلات بين الركيزة واللاصق الناتجة عن قوة الالتصاق.

### الظروف البيئية
يمكن أن تؤثر العديد من العوامل البيئية على الاهتراء السطحي للشريط اللاصق. حتى أن الظروف البيئية المتغيرة بسرعة يمكن أن تكون كافية لإحداث فشل في التفاعل مع الركيزة. على سبيل المثال، يمكن أن يسبب التبريد السريع تقلص الركيزة بشكل كبير بينما تظل المادة اللاصقة ثابتة. يمكن أن تكون قوة السحب كافية لإحداث تمزق في الركيزة ما يقلل من الالتصاق على الركيزة. بالتالي، يعتمد فشل التفاعل مع الركيزة على استجابة الركيزة للظروف البيئية المختلفة بالإضافة إلى المعدل الذي تتغير به هذه الظروف. يتعرض الشريط اللاصق الذي يُطبق في بيئة معتدلة إلى نطاق أصغر من تغير درجات الحرارة مقارنةً بالشريط المطبّق في الصحراء الحارة. يعتمد فشل التفاعل مع الركيزة إلى حد كبير على تغيرات درجة الحرارة بسبب زيادة احتمالية حدوثها وتأثيرها الشديد على الركيزة.
رغم ذلك، يمكن أن تتأثر الركيزة بالرطوبة والتعرض للأشعة فوق البنفسجية إذا وُضعت الركيزة في بيئة لا تناسب تصميمها. على سبيل المثال، يمكن حدوث فشل في التفاعل مع الركيزة عند استخدام شريط مصمم للاستخدام في الصحراء في مكان مثل فلوريدا. قد لا يكون الفرق في درجة الحرارة كبيرًا جدًا، لكن هناك فرق كبير في الرطوبة. يعتمد أي تأثير بيئي على الركيزة على نوع الركيزة والغرض منها.

### الاهتراء الميكانيكي
يعتمد الاهتراء الميكانيكي إلى حد كبير على شدة واتجاه القوى التي تمارس على النظام. يمكن تطبيق هذه القوى مباشرة على الشريط اللاصق نفسه كما في محاولة إزالة الشريط أو يمكن تطبيقه بشكل غير مباشر على الشريط من خلال التلاعب بالركيزة التي يلتصق بها الشريط اللاصق.